# ضربة زاوية (مسلسل)
ضربة زاوية هو مسلسل درامي عراقي من تأليف الكاتب محمد خماس وإخراج علاء الانصاري، إنتاج قناة يو تي في عراق تم عرض الحلقة الأولى منه بتاريخ 9 سبتمبر 2021 وهو عمل مستوحى من أحداث تظاهرات تشرين العراقية. يقع العمل في 15 حلقة تلفزونية. يوضح العمل شكل العلاقات الإنسانية والعاطفية حينما تمر بظروف قاهرة وكيف سيكون شكل العلاقة لاحقاً، العمل يطرح عينات من مشاكل مجتمعية وسياسية يمكن أن تحدث في أي  مكان وزمان.

## لمحة عامة
خمسة شخصيات  باتجاهات وأهداف مختلفة تجمعهم ساحة التحرير في أول ثلاثة أسابيع من عمر المظاهرات  يواجهون متغيرات وظروف ترسم لهم مسارات جديدة وغير متوقعة في حياتهم وحياة المحيطين بهم.

## القصة
حبيبان ومراهق وشابة محافظة وأبن  لضابط  مكلف بإنهاء التظاهرات،  يلتقون في ساحة الاحتجاجات وتنشا بينهم علاقة  متينة وقوية  يسعون لتغير واقعهم من خلال الاحتجاج السلمي، لكن الظروف ترسم منعطفات وأحداث مفاجئة   تبدأ  بصديقهم المراهق عبوسي 16 عاماً حينما تخترق رصاصة حية صدره وترديه قتيلاً   على آثر ذلك تتأزم علاقة الاصدقاء الباقين بصديقهم حمزة حينما  يتبين انه ابن الضابط الذي يواجه جنوده المتظاهرين ويظنون للحظة ما أنه جاسوس مزروع بينهم لكن سرعان ما  يعود لحضن الصداقة المتينة  حينما يعي الاصدقاء انهم ظلموه، يكون ذلك  على هامش الفرحة الكبيرة في ساحة التحرير بعد الفوز الكبيرة الذي يحققه المنتخب  العراقي على إيران. تواجه جنات الشاب المحافظة علاقة متوترة مع أخيها المحافظ بلال حيث يعتقد الأخير أن سلوكيات شاذة ولا تتلائم مع العادات والتقاليد في المجتمع تحدث هناك  يقرر الاقتصاص من اخته حينما يعرف انها تذهب لساحة التحرير سراً  بدلا من  ذهابها للجامعة  وفي اللحظة التي يريد قتلها هناك تخترق قنبلة دخانية رأس صديقتها رفل  التي تقف قربها  بعد يوم واحد على خطوبتها من صميم الذي يقف معهم في هذه اللحظة. يتعرض صميم لصدمة كبيرة يفقد توازنه وعقله ويبقى مرابطاً في ساحة التحرير يحمل دلوا ومكنسة ويغسل المكان الذي سقطت فيه حبيبته. فيما يتغير بلال أخو جنات ويلتحق بصفوف المتظاهرين. كذلك تتحسن علاقة حمزة بوالده الذي  يختار أن لا يقف نداً ابنه في هذه المعركة  ويقدم طلب باعفائه من مسؤولية التعامل مع ملف المتظاهرين .

البوستر الدعائي لمسلسل ضربة زاوية

## طاقم العمل
| علاء الأنصاري  | مخرج              |
| محمد خماس      | مؤلف              |
| سام العامري    | Creative director |
| فيكين جيليكيان | مدير التصوير      |
| عمار الشويلي   | مونتاج            |
| طارق أحمد      | colorist          |
| صادق جعفر      | التأليف الموسيقي  |
| هبة صباح       | مخرج منفذ         |
| مصطفى الطويل   | مساعد مخرج        |
| هاني الأنصاري  | المشرف العام      |

## الممثلون
| 1  | براء الزبيدي             | رفل         | 1  | سامي قفطان      | أبو علاء      | 1 | أمجد عطوان            |
| 2  | أحمد نسيم                | صميم        | 2  | فوزية حسن       | ام جنات       | 2 | الإعلامية حنين غانم   |
| 3  | أحمد الخفاجي             | حمزة        | 3  | ستار خضير       | د.. نادر      | 3 | الشاعر رائد أبو فتيان |
| 4  | أساور عزت                | جنة         | 4  | سمر محمد        | أم رفل        |   |                       |
| 5  | مصطفى داخل               | عبوسي       | 5  | ميثم صالح       | نقيب طه       |   |                       |
| 6  | ذو الفقار خضر            | المنتسب سيف | 6  | سيف الفانمي     | المنتسب فلاح  |   |                       |
| 7  | إياد الطائي[بحاجة لمصدر] | عقيد صلاح   | 7  | ضياء الدين سامي | قتيبة         |   |                       |
| 8  | سولاف جليل               | كوثر        | 8  | محمد الحسيني    | سعد           |   |                       |
| 9  | صبا إبراهيم[بحاجة لمصدر] | د. منال     | 9  | حيدر عبد ثامر   | مرتضى         |   |                       |
| 10 | إنعام الربيعي            | أم عبوسي    | 10 | علي نجم الدين   | أحمد          |   |                       |
| 11 | حسين عجاج                | بلال        | 11 | أمير احسان      | الطبيب المسعف |   |                       |
| 12 | بيداء المعتصم            | زينة        | 12 | عبير فريد       | والدة رغد     |   |                       |
| 13 | أثير نجم                 | كرار        | 13 | كرم ثانر        | مصطفى         |   |                       |
| 14 | روكيان الوادي            | المسعفة رغد | 14 | كرار حيدر       | حمادة         |   |                       |